# 당진 분기점
당진 분기점(唐津分岐點, Dangjin Junction, 당진JC)은 충청남도 당진시 사기소동에 설치된 서해안고속도로와 서산영덕고속도로가 만나는 분기점이다.

## 연혁
- 2009년 5월 28일 : 당진상주고속도로 당진 ~ 대전 구간 개통에 따라 영업 개시[1]

## 구조물 정보
- 위치: 충청남도 당진시 사기소동

## 접속하는 노선

### 목포・서울방면
- 서해안고속도로 (24번)

### 서산・영덕방면
- 서산영덕고속도로 (1번)